# Alchi (plaats)

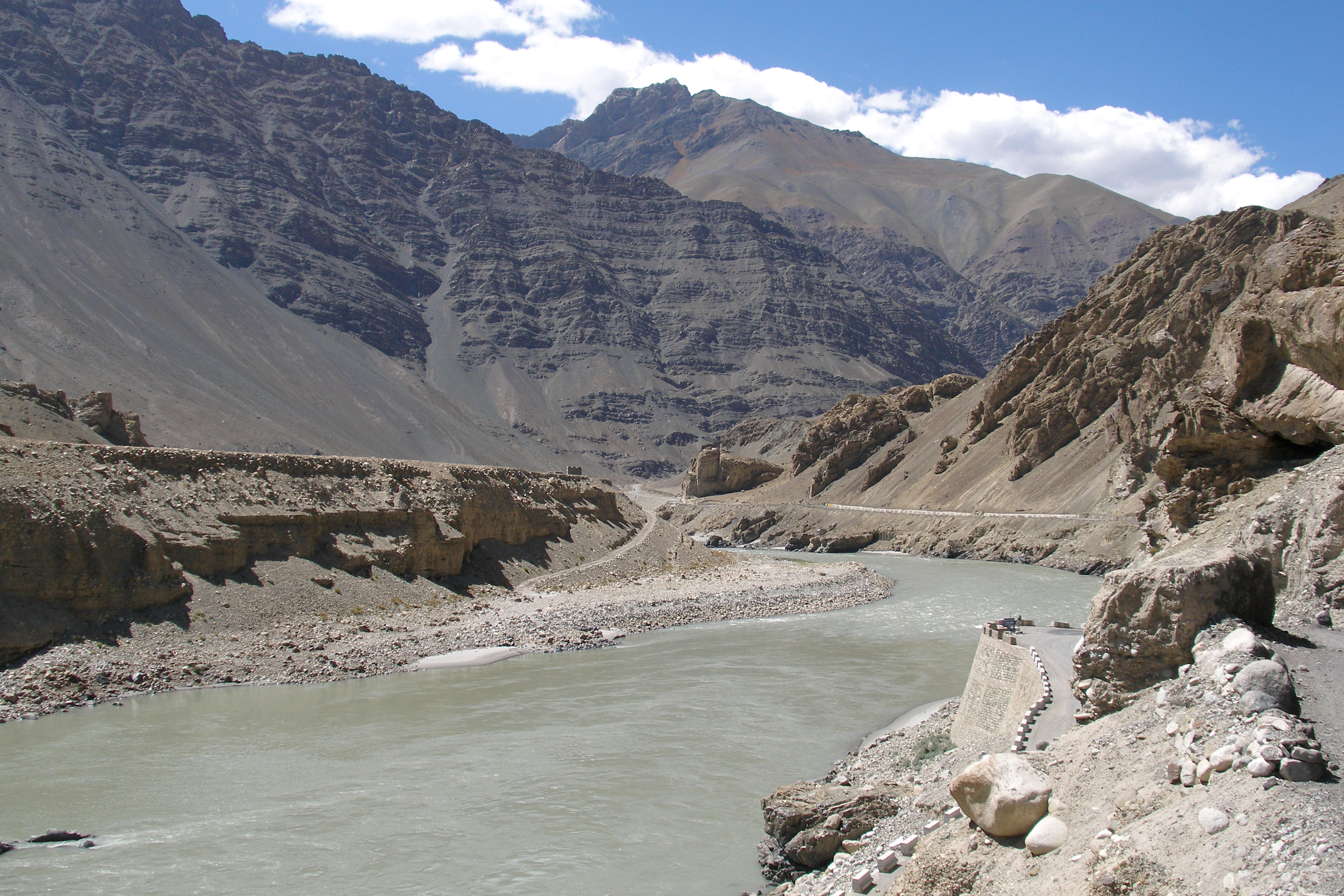
De Indusvallei bij Alchi

Alchi is een plaats in het Indiase unieterritorium Ladakh. De plaats behoort tot het district Leh en ligt in het Himalayagebergte, aan de oever van de rivier Indus. De afstand tussen Alchi en de hoofdstad van Ladakh, Leh, bedraagt 67 km.
Alchi heeft moderne faciliteiten voor toerisme en is het best toegankelijk in de maanden juni tot september. De plaats is vooral in trek bij bezoekers van het Tibetaans boeddhistische klooster van Alchi.